# Stephen Frick
Stephen Nathaniel Frick est un astronaute américain né le 30 septembre 1964.

## Vols réalisés
- Il effectue son premier vol en tant que pilote de la mission STS-110.
- Il commande la mission STS-122, en février 2008.